# مارثا كرينشاو
مارثا كرينشاو (بالإنجليزية: Martha Crenshaw)‏ هي أستاذة جامعية أمريكية، ولدت في 2 سبتمبر 1945.